# 多窪馬鞍菌
多窪馬鞍菌（學名：Helvella lacunosa），俗稱石板灰鞍（slate grey saddle）或凹槽黑色矮林鞍（fluted black elfin saddle），是一種馬鞍菌屬真菌，並且是目前最常見的馬鞍菌屬品種。這種真菌有著易於識別的不規則形狀灰色菌蓋、有凹槽的菌柄和模糊的底面。這種真菌通常會於夏季和秋季在中國、日本、北美東部和歐洲的松柏和落葉植物下出現。

## 分類
這種真菌最早是由博物學家亚当·阿夫塞柳斯在1783年描述的。其學名源自拉丁文形容詞「lacunosa」，意思是「有洞的」。蘇卡達馬鞍菌曾經被視為另一種真菌，但現在則因結構差異不大而被視為多窪馬鞍菌。

## 描述

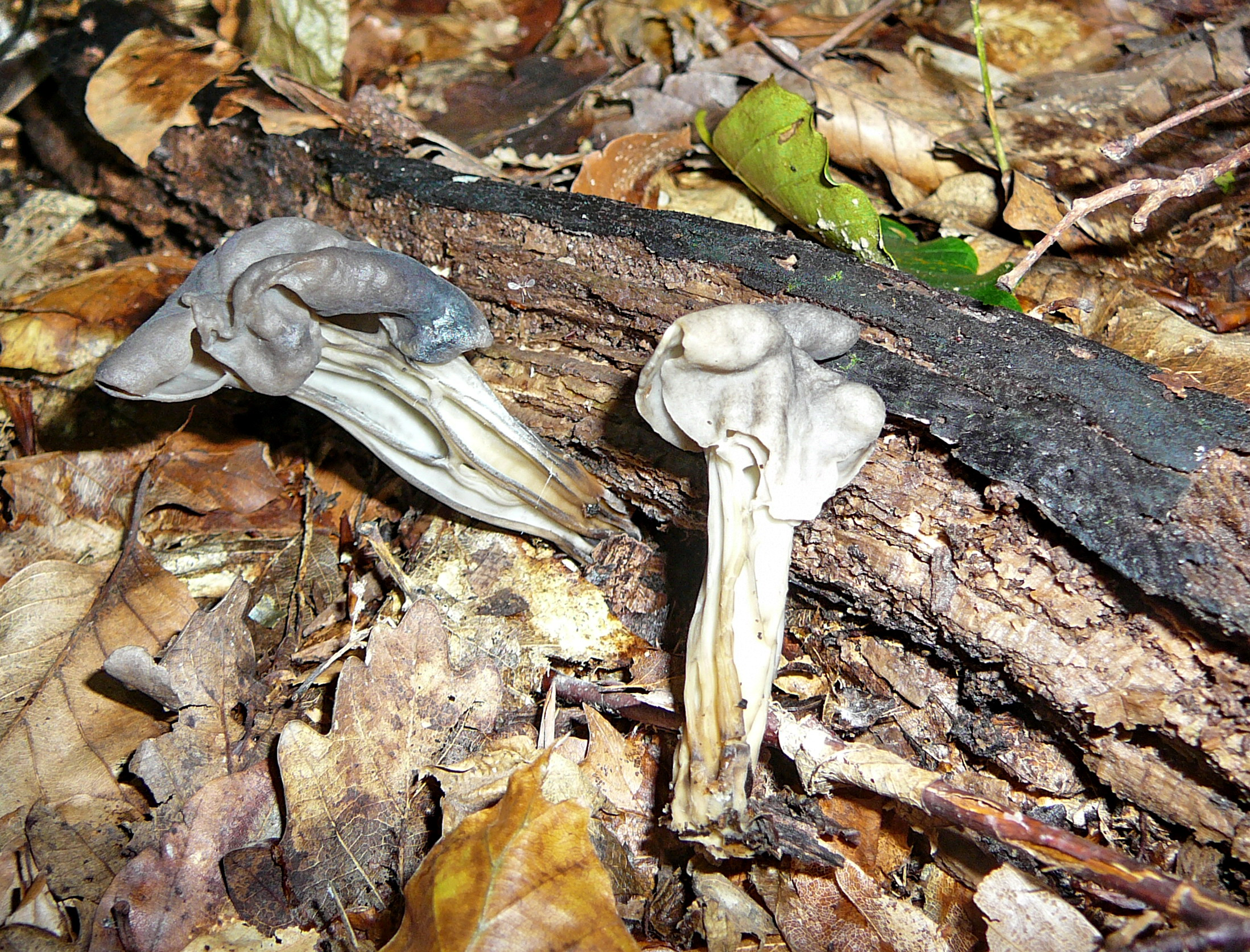
發白的多窪馬鞍菌

多窪馬鞍菌有一個不規則的，折疊或起皺的菌蓋，其顏色為深淺不一的黑色或石板灰色，直徑為1–10&厘米（½–4英寸），但大部份為2–5厘米（1–2英寸）。其起皺的無環菌柄高3–15厘米（1–6英寸），早期呈白色，但隨著年齡增加會慢慢變暗，最終變成灰色。其孢子印為白色，而橢圓形的擔孢子的大小則約為12 x 9微米。有時候，白蓋多窪馬鞍菌亦會出現，並且可能與皱马鞍菌混淆。

## 分佈及生境
這種真菌於北美東部、歐洲、日本和中國非常常見。高山气候和温带都適合這種真菌生存，並且經常在松樹、橡樹和花旗松附近出現。子實體在夏末和秋季出現，但在加利福尼亞州有冬天出現子實體的記錄。它們常在燒焦的地面處出現。
一些標本有著白色的發霉外觀，全因它們被菌寄生屬真菌寄生。

## 可食性
一些人認為烹調後可口，其菌柄則不供食用。幾本旅遊指南均列出了這種真菌可供食用，但這種真菌現在被懷疑擁有有毒化合物，並且曾有人們生吃後引起胃腸道症狀的案例。